# توفا هانسن
توفا هانسن (من مواليد 4 أغسطس 1997) هو لاعب كرة قدم نرويجية يلعب في مركز مدافع لنادي نادي بايرن ميونخ الدوري الألماني لكرة القدم للسيدات ومنتخب النرويج لكرة القدم للسيدات.

## مسيرتها الرياضية

### كليب وأرنا-بيورنار
بدأت هانسن مسيرتها الرياضية مع فريق برينه انتقال بعدها لكليب. ظهرت لأول مرة في دوري توبسيرين في عام 2013، عندما لعبت مع كليب. في عام 2014 لعبت مع أختها الكبرى هيغ هانسن في نادي أرنا-بيورنار.

### العودة إلى كليب
في نوفمبر في عام 2014، أعلنت كل من توفا وشقيقتها هيغ هانسن أنهما عادا إلى فريق كليب، في عام 2015، لعبت توفا جميع المباريات مع كليب في دوري توبسيرين، وتم ترشيحها لجائزة ستات أويل للمواهب الشابة، نمت خبرتها وأصبحت مدافعة قوية. عند تعيين المدير أولي هاردر، أصبحت أيضًا قائدة النادي. في عام 2016، تم اختيار توفا كأفضل لاعبة في العام من قبل صحيفة جيربلاديت المحلية. بعد موسم 2016، رفضت للانتقال إلى إل إس كيه كفينر، الفريق الذي فاز بكل من توبسيرين والكأس في عام 2016. مع استمرارها ضمن صفوف من فريق كليب الذي انهى الفريق مسابقة الدورب في المركز الثاني عام 2018. وفي عام 2019 انهى فريق كليب مسابقة في المركز الثالث.

### ساندفيكن/ساندفيكن
في نوفمبر 2020، أعلن آي إل ساندفيكن عن تعاقده مع كل من توفا هانسن وزميلتها في الفريق إليزابيث تيرلاند من كليب. سرعان ما أصبحت هانسن كابتن الفريق منذ موسمها الأول. كان ذلك الموسم ناجحًا أيضًا، حيث فاز ساندفيكن في بطولو دوري توبسيرين 2021 في 7 نوفمبر 2021، في المباراة قبل الأخيرة من الموسم. كانت تلك المباراة ضد فريقها السابق نادي كليب، في مباراة شهدت غزارة أهداف من لاعبات نادي ساندفيكن بنتيجة 8-0، مما أدى إلى هبوط كليب، وهو ما جعل هانسن تبكي بعد المباراة في مقابلة مع إذاعة هيئة الإذاعة النرويجية. موقع سبورتس كوليكولكتيفيت دوت كوم الرياضي يختار هانسن أفضل لاعب لعام 2021.

### بايرن ميونخ
أعلن نادي بايرن ميونخ في 1 ديسمبر 2022 عن تعاقده مع المدافعة النرويجية الدولية البالغة من العمر 25 عامًا. انضمت رسميًا إلى النادي في 1 يناير 2023، بعد فتح باب الانتقالات. لعقد يمتد حتى 30 يونيو 2026، بعد يومها الأول في ميونيخ، سافرت هانسن مع الفريق مع بعثت فريق بايرن ميونخ ضمت 26 لاعبة إلى معسكر التدريب الشتوي في أكاديمية أسباير في الدوحة. بعد أربع أِشهر حقق توفاأول ألقابها مع نادي بايرن ميونخ مع تتويجه بمسابقة الدوري الألماني لكرة القدم للسيدات 2022–23، ويحقق سيدات بايرن اللقب الخامس في تاريخه. قدّم فريق المدرب ألكسندر شتراوس قوة هجوميةبفوزٍ ساحقٍ بنتيجة 11-1 ضد توربين بوتسدام في مباراة الجولة الأخير لموسم في الدوري الألماني للسيدات ، مُحتفلًا بأكبر فوزٍ في تاريخ النادي. بفضل هذا الفوز، أنهت سيدات بايرن ميونخ الموسم في صدارة الدوري الألماني للسيدات برصيد 59 نقطة، بفارق نقطتين عن غريمه التقليدي نادي فولفسبورغ. شاركت توفا أساسية في المباراة حتى استبدالها في الدقيقة 58 من الشوط الثاني بمشاركة اللاعبة لورا ماري غلونينغ بديلة عنها.
في 2023-24 ثاني مواسم توفا مع الفريق فازت باللقب الدوري للمرة الثانية، وفي الموسم 2024-25 اتتفح الفريق الموسم بتتوبج بلفت كأس السوبر الألماني لكرة القدم 2024، واتبعه بتحقق توفا ثالث ألقاب الدوري الألماني عندما تُوّج بايرن ميونخ بطلاً لدوري السيدات الألماني (بوندسليغا) بفوزه على أرض بنتيجة 3-1 على فريق فرايبورغ في الجولة العشرين قبل جولتين من نهاية الدوري، ويحصد فريق ميونخ للسيدات لقب الدوري السابع للنادي. بعد فوزها بالدوري، تتطلع سيدات ميونيخ إلى اللقب التالي يوم الخميس 01 مايو 2025 عندما يواجه فريق فيردر بريمن على ملعب راين إنرجي في كولونيا في نهائي كأس الاتحاد الألماني لكرة القدم للسيدات 2024–25، وهو ما كان عندما صنع فريق بايرن ميونخ للسيدات تاريخاً بفوزه بثنائية الدوري والكأس لأول مرة في تاريخ النادي. بفوز ساحق بنتيجة 4-2 في نهائي كأس ألمانيا على فيردر بريمن، احتفلت سيدات ميونيخ بفوزهن بالكأس بعد أربعة أيام فقط من فوزهن باللقب.

## مسيرته الدولية
لعبت هانسن مباريات مع العديد من منتخبات النرويج الوطنية للشباب، بما في ذلك تحت 15، تحت 16، تحت 17، تحت 19، وتحت 23، بالإضافة إلى المنتخب النرويجي. تم استدعائها للمنتخب الوطني لأول مرة في نوفمبر 2016. ظهرت لأول مرة عندما كانت تبلغ من العمر 19 عامًا، في خسارة 0-3 أمام إسبانيا في كأس الغارف في مارس 2017. منذ أبريل 2021 تم استدعاؤها بانتظام، بما في ذلك في كأس الغارف 2022. كانت هانسن ضمن التشكيلة التي تم استدعاؤها للمشاركة في كأس الأمم الأوروبية للسيدات 2022. شاركت في جميع مباريات المجموعة الثلاث حتى خرج فريقها من التصفيات. سجلت هدفها الدولي الأول في الفوز 1-0 على بلجيكا في التصفيات المؤهلة إلى كأس العالم للسيدات |كأس العالم 2023، والتي شهدت تأهل النرويج إلى كأس العالم.
في 19 يونيو 2023، تم ضمها إلى تشكيلة النرويج المكونة من 23 لاعبة للمشاركة في كأس العالم للسيدات 2023.

### الأهداف الدولية
| م  | التاريخ        | المكان                            | الخصم            | تسجيل | النتيجة | البطولة                                 |
| -- | -------------- | --------------------------------- | ---------------- | ----- | ------- | --------------------------------------- |
| 1. | 2 سبتمبر 2022  | دن دريف، لوفين، بلجيكا            | بلجيكا           | 1–0   | 1–0     | تصفيات كأس العالم للسيدات 2023          |
| 2. | 29 نوفمبر 2024 | إنفر بارك، لارن، أيرلندا الشمالية | أيرلندا الشمالية | 2–0   | 4–0     | تصفيات بطولة أمم أوروبا للسيدات 2025\|- |

## الإنجازات
ساندفيكن
- توبسيرين: 2021،[11] 2022
- كأس النرويج للسيدات: 2022

بايرن ميونخ.
- الدوري الألماني للسيدات: 2022–23،[25] 2023–24،[26] 2024–25
- كأس ألمانيا: 2024–25
- كأس السوبر الألماني للسيدات: 2024[27]

## حياتها الشخصية
اكتسبت هانسن، مع كلبها فيليا، شهرة واسعة على وسائل التواصل الاجتماعي؛ حيث حصدت حساباتهما على تيك توك أكثر من 65 مليون مشاهدة في أغسطس 2021. وبحلول 10 أكتوبر 2021، بلغ عدد متابعيهما 102,000 على إنستغرام و900,000 على تيك توك. وقد شاهد ملايين الأشخاص العديد من مقاطع الفيديو الخاصة بهما.
توفا هانسن هي ابنة لاعب كرة القدم السابق هوغو هانسن، والأخت الصغرى لكاتو هانسن وهيغ هانسن، وكلاهما لعب أيضًا في دوريات كبرى ومنتخبات وطنية. لعبت هيغي وتوفا مباراة واحدة معًا في المنتخب الوطني النرويجي. وكانت أول مباراة لتوفا مع المنتخب الوطني هي أيضًا آخر مباراة لهيغ.